# Mozyrskaya Gryada
Mozyrskaya Gryada är kullar i Belarus. De ligger i den centrala delen av landet, 240 km sydost om huvudstaden Minsk.
Trakten runt Mozyrskaya Gryada består till största delen av jordbruksmark. Runt Mozyrskaya Gryada är det ganska tätbefolkat, med 83 invånare per kvadratkilometer.